# Casa al carrer de Sant Gervasi, 72 (Vilanova i la Geltrú)
La Casa al carrer de Sant Gervasi, 72 és una obra de Vilanova i la Geltrú (Garraf) inclosa a l'Inventari del Patrimoni Arquitectònic de Catalunya.

## Descripció
Edifici entre mitgeres de planta de planta baixa i dos pisos. La construcció és recent i s'ha deixat de l'edifici anterior el portal d'arc de mig punt dovellat, format per 9 dovelles de pedra recolzades sobre els brancals, que estan fets de grans pedres regulars. A la clau de l'arc hi ha una motllura ornamental que envolta la data de 1783. El llindar també és de pedra. Conserva encara la portella de fusta.

## Història
És un exemple del tipus de portals que es construïen a Vilanova i la Geltrú durant els segles xviii i xix. Al mateix carrer hi ha altres portes amb inscripcions de dates a les llindes i les claus. Les inscripcions de les cases més properes són de 1782, 1788 i 1792.